# Joan-Ferran Cabestany i Fort
Joan-Ferran Cabestany i Fort (Barcelona, 1930 - Barcelona, 26 de setembre de 2013) fou un historiador català, pioner en l'estudi de la demografia de l'edat mitjana a Catalunya. Fou professor de la Universitat de Barcelona (1964-84), conservador de l'Arxiu Històric de la Ciutat de Barcelona (1961-74 i 1990-95) i director del Museu d'Història d'aquesta (1987-90). Secretari de la Societat Catalana d'Estudis Històrics, fou president dels Amics de l'Art Romànic (1983-99) i de l'Arxiu Bibliogràfic de Santes Creus (1995-2001). Fou membre dels patronats de Santes Creus (1969-2001) i, des del 1994, del de la Seu Vella de Lleida. Fou també membre del consell assessor de l'obra col·lectiva Catalunya Romànica (1990), i membre numerari de l'Institut d'Estudis Catalans (1999). També havia col·laborat en alguns estudis a Olesa de Montserrat on tenia família.
Quan era estudiant, en 1949-1950, fou un dels promotors de la revista Curial, publicada a la Universitat de Barcelona.
Publicà, entre altres treballs d'història medieval catalana, Alfons el Cast (1960); Expansió catalana per la Mediterrània (1967); Jaume I (1208-1276): esbós d'una biografia (1976); Els mercaders catalans i l'illa de Sardenya (1984); Reial monestir de Santes Creus: guia històrica i arquitectònica (1997); La marca de l'Alt Gaià: el castell de Queralt (segles VIII-XII) (2000), L'Hospital de la Santa Creu. 1401 (2001), Jaume I: conqueridor i home de govern. 1208-1276 (2004).